# شرور (فیلم ۱۳۵۲)
شرور فیلمی به کارگردانی و نویسندگی ناصر محمدی ساختهٔ سال ۱۳۵۲ است.

### خلاصه داستان
زن هوسرانی (شهناز) با تهدید به اینکه چک و سفته‌های عبدالله (علی آزاد) را به اجرا خواهد گذاشت باعث می‌شود که عبدالله همسرش زینت (ملیحه نیکجومند) را طلاق بدهد و دو فرزندش تورج (علی کیوان) و فرج (فرج کیوان) را ترک و با او ازدواج کند. زن باردار نمی‌شود و آنها دختری از پرورشگاه می‌گیرند تا بزرگ کنند. مدتی بعد عبدالله تصادف می‌کند و فاج می‌شود سال‌ها می‌گذرد و تورج (پیمان) معلم و فرج قمارباز می‌شوند. عبدالله برای تدریس دخترخوانده اش فرشته (ارغوان) تورج را به عنوان معلم انتخاب می‌کند، و آن دو به تدریج به هم علاقه‌مند می‌شوند. زن هوسران که تصمیم دارد خود را از شر عبدالله خلاص کند راننده شان علی (احمد معینی) را وامی‌دارد تا تورج را به قتل برساند. علی باعث سقوط تورج به دره می‌شود، و فرج که در پی برادرش می‌گردد با فرشته آشنا می‌شود و توطئه‌های مادرخوانده اش را علی را برای قتل او خنثی می‌کند. علی وزن توسط پلیس دستگیر می‌شوند و زینت با دیدن عبدالله او را به عنوان پدر به فرج معرفی می‌کند. سرانجام تورج سر می‌رسد و با فرشته زندگی مشترکی را آغاز می‌کند.

## بازیگران
- فیروز
- علی آزاد
- پیمان
- ارغوان
- احمد معینی
- شهناز
- ملیحه نیکجومند
- شهرآشوب
- ساغر
- محمد گیلانی
- هنگامه
- انصاری
- سیروس
- ایرج کیوان
- داریوش داداش پور
- علی کیوان
- فرج کیوان
- حسن رضیانی
- شیده
- ارغوان